# Staatsgreep in Egypte in 1952

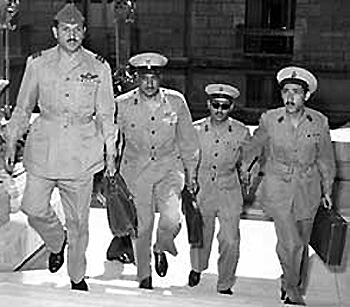
Gamal Abdel Nasser (tweede van links) en enkele andere leden van de Vrije Officieren

De Staatsgreep in Egypte van 1952 (Arabisch: ثورة 23 يوليو 1952, thawra 23 julio) was een revolutie in Egypte die begon in juli 1952. Een aantal legerofficieren wierp het pro-westerse en corrupte bewind omver en maakte van het koninkrijk Egypte een republiek.
De beweging achter de revolutie was de Vrije Officieren, opgericht door onder anderen Gamal Abdel Nasser. Deze groep legerofficieren verzetten zich tegen de grote Britse invloed op het land en de corrupte koning Faroek I en waren ontevreden over de verloren Arabisch-Israëlische Oorlog van 1948.
Op de ochtend van 23 juli 1952 pleegden de Vrije Officieren hun staatsgreep. Een hogere officier, generaal Mohammed Naguib, in naam leider van de Vrije Officieren, werd premier. Toen op 18 juni 1953 de republiek Egypte werd uitgeroepen, werd Naguib tevens de eerste president van Egypte. Nasser, officieel de vicepresident en Minister van Binnenlandse Zaken, bleef echter achter de schermen de echte leider van de Vrije Officieren. Toen Naguib in 1954 aanstalten maakte de politieke partijen opnieuw toe te laten kwam Nasser, die fel tegenstander was van een (meer-)partijenstelsel, op 17 april 1954 tussenbeide en onthief hem uit zijn functies. Nasser volgde Naguib op als premier en werd twee jaar later verkozen tot president. Ook zijn latere opvolger als president, Anwar Sadat, maakte deel uit van de Vrije Officieren.
Tegenwoordig is 23 juli, de dag van de revolutie, een nationale feestdag in Egypte.

## Trivia
- In 1953 werd Leila Mourad, boven Umm Kulthum, gekozen als de officiële zangeres van de Egyptische revolutie.